# Hendrik Arent Hamaker
Hendrik Arent Hamaker (geboren 25. Februar 1789; gestorben 7. Oktober 1835) war ein niederländischer  Assyriologe, Orientalist und Arabischer Philologe.

## Werdegang
Gemäß dem Wunsch der Eltern sollte Hamaker im Bereich des Handels tätig werden, er entschloss sich jedoch dazu, bei Wilmet am Athenaeum die arabischer Sprache zu studieren. Aufgrund seines großen Erfolgs in diesem Fach erhielt er daraufhin eine Professur an der Universität Franeker. Wenig später erhielt er den Ruf als außerordentlicher Professor für semitische Sprachen und interpres legati Warneriani an die Universität Leiden, im Jahr 1822 wurde er ebenda zum ordentlichen Professor ernannt. Auch sind in der nämlichen Universität zahlreiche Briefe an Hamaker, darunter auch von führenden Orientalisten seiner Zeit wie Silvestre de Antoine-Isaac Silvestre de Sacy, Heinrich Leberecht Fleischer, Georg Wilhelm Freytag und Georg Heinrich Bernstein. Bekannte Schüler Hamakers waren Clarisse, Roorda, Uylenbroek, Weyers, Juynboll und Veth.
Es existieren auch unveröffentlichte Studien Hamakers, darunter über den Pluralis fractus auf Arabisch und Äthiopisch sowie Kommentare zur jüdischen Bibel.

## Werke
- Hamaker, H. A. (Hendrik Arent), 1789–1835: Aanmerkingen over de Samaritanen. En hunne briefwisseling met eenige europesche geleerden: ter gelegenheid der uitgave van eenen nog onbekenden samaritaanschen brief (n. p., 1830)
- Hamaker, H. A. (Hendrik Arent), 1789–1835: Akademische voorlezingen over het nut ... Sanskrit. (C.C. Van der Hoek, 1835)
- Hamaker, H. A. (Hendrik Arent), 1789–1835: Futūḥ Miṣr wa-al-Iskandarīyah (S. et J. Luchtmans, 1825), also by Muḥammad ibn ʻUmar Wāqidī
- Hamaker, H. A. (Hendrik Arent), 1789–1835: Henrici Arentii Hamaker Commentatio in libellum De vita et morte prophetarum qui graece circumfertur. ([Amsteldami?], 1832)
- Hamaker, H. A. (Hendrik Arent), 1789–1835: Lettre a M. Raoul-Rochette ... : sur une inscription en caractères phéniciens et grècs, récemment découverté a Cyrene (S. et J. Luchtmans, 1825)
- Hamaker, H. A. (Hendrik Arent), 1789–1835: Miscellanea Phoenicia, sive commentarii de rebus Phoenicum, quibus inscriptiones multae lapidum ac nummorum, nominaque propria hominum et locorum, explicantur, item Punicae gentis lingua et religiones passim illustrantur. (apud S. et J. Luchtmans, 1828)
- Hamaker, H. A. (Hendrik Arent), 1789–1835: Narratio de expeditionibus, a Graecis Francisque adversus Dimyatham, ab A.C. 708 ad 1221 susceptis ; E codicibus Bibliothecae Lugduno-Batavae excerpsit, Latine reddidit et annotatione illustravit Henricus Arentius Hamaker. (Apud Pieper et Ipenbuur, 1824), Co-Autor Aḥmad ı̄bn 'Alı̄ al-Maqrı̄zı̄
- Hamaker, H. A. (Hendrik Arent), 1789–1835: Specimen catalogi codicum mss. orientalium Bibliothecae Academiae lugduno-batavae (Apud S. et J. Luchtmans, 1820), auch: Rijksuniversiteit te Leiden. Bibliotheek (page images at HathiTrust)
- Hamaker, H. A. (Hendrik Arent), 1789–1835: Specimen criticum, exhibens locos Ibn Khacanis de Ibn Zeidouno ex mss. codcibus Bibliothecae Lugd. Bat. et Gothanae editos (apud S. et J. Luchtmans, 1831), also by called Ibn Khāḳān Fatḥ ibn Muḥammad, Ahmad ibn ʹAllah Ibn Zaydûn, and H.C. Weijers
- Hamaker, H. A. (Hendrik Arent), 1789–1835: Specimen historico-criticum : exhibens vitam Amedis Tulonidis, cum ex MSS. codicibus Bibliothecae L.B., tum ex editis libris compositam, quod, annuente summo numine (S. et J. Luchtmans, 1825), also by Taco Roorda
- Hamaker, H. A. (Hendrik Arent), 1789–1835: Specimen historico-criticum, exhibens vitam Amedis Tulonidis, cum ex mss. codicibus bibliothecae L.B., tum ex editis libris compositam, quod, annuente summo numine, praeside viro clarissimo Henrico Arentio Hamaker ... ad publicam disceptationem proponit Taco Roorda. (Apud S. et J. Luchtmans, 1825), Co-Autor: Taco Roorda